# NGC 937
NGC 937 ist eine Balken-Spiralgalaxie vom Hubble-Typ SBc im Sternbild Andromeda am Nordsternhimmel. Sie ist schätzungsweise 257 Millionen Lichtjahre von der Milchstraße entfernt und hat einen Durchmesser von etwa 80.000 Lj.
Im selben Himmelsareal befinden sich u. a. die Galaxien NGC 911, NGC 914, NGC 923, NGC 946.
Das Objekt wurde am 12. Dezember 1884 von Edouard Stephan entdeckt.